# Nicolás Maná
Nicolás Andrés Maná (Piamonte, 25 marzo 1994) è un calciatore argentino, attaccante del General Caballero (JLM).

## Caratteristiche tecniche
È un'ala destra.

## Carriera
È cresciuto nelle giovanili del Boca Juniors.

## Statistiche

### Presenze e reti nei club
Statistiche aggiornate al 23 marzo 2018.
| Stagione        | Squadra          | Campionato      | Campionato | Campionato | Coppe nazionali | Coppe nazionali | Coppe nazionali | Coppe continentali | Coppe continentali | Coppe continentali | Altre coppe | Altre coppe | Altre coppe | Totale | Totale | Totale |
| Stagione        | Squadra          | Comp            | Pres       | Reti       | Comp            | Pres            | Reti            | Comp               | Pres               | Reti               | Comp        | Pres        | Reti        | Pres   | Reti   |        |
| --------------- | ---------------- | --------------- | ---------- | ---------- | --------------- | --------------- | --------------- | ------------------ | ------------------ | ------------------ | ----------- | ----------- | ----------- | ------ | ------ | ------ |
| 2015            | Univ. San Martín | PD              | 26         | 1          | CP              | 11              | 0               | -                  | -                  | -                  | -           | -           | -           | 37     | 1      |        |
| 2016-2017       | San Martín (SJ)  | PD              | 17         | 1          | CA              | 1               | 0               | -                  | -                  | -                  | -           | -           | -           | 18     | 1      |        |
| 2017-2018       | San Martín (SJ)  | PD              | 17         | 1          | CA              | 0               | 0               | -                  | -                  | -                  | -           | -           | -           | 17     | 1      |        |
| Totale carriera | Totale carriera  | Totale carriera | 60         | 3          |                 | 12              | 0               |                    | -                  | -                  |             | -           | -           | 72     | 3      |        |